# Bilistra mollicopulans
Bilistra mollicopulans är en kräftdjursart som beskrevs av Boris Sket och Bruce 2004. Bilistra mollicopulans ingår i släktet Bilistra och familjen klotkräftor. Inga underarter finns listade i Catalogue of Life.